# Karl Wilhelm Scheibler

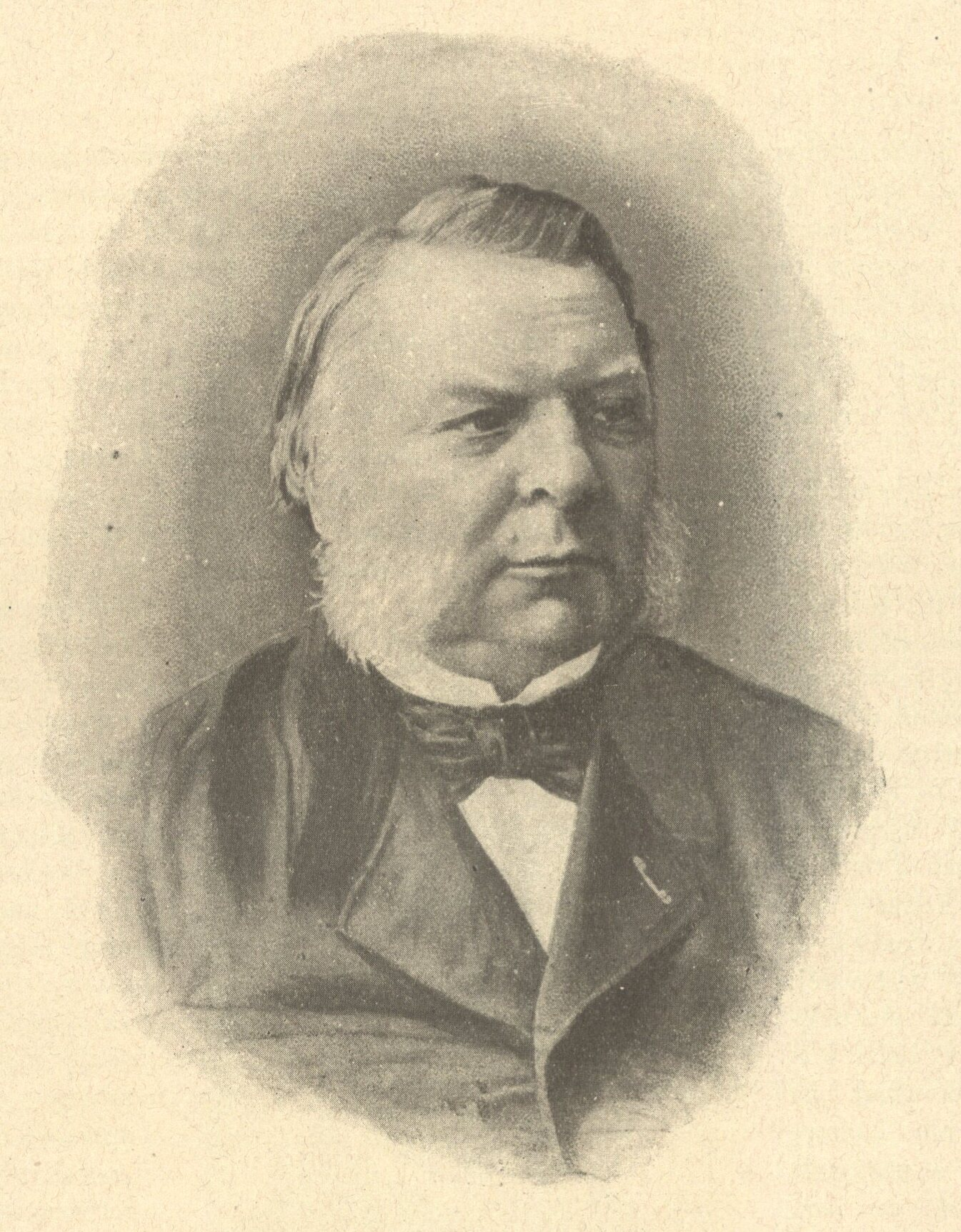
Karl Wilhelm Scheibler

Karl Wilhelm Scheibler (* 1. September 1820 in Montjoie, heute: Monschau; † 13. April 1881 in Łódź) war einer der bedeutendsten Industriellen in Łódź.

## Leben

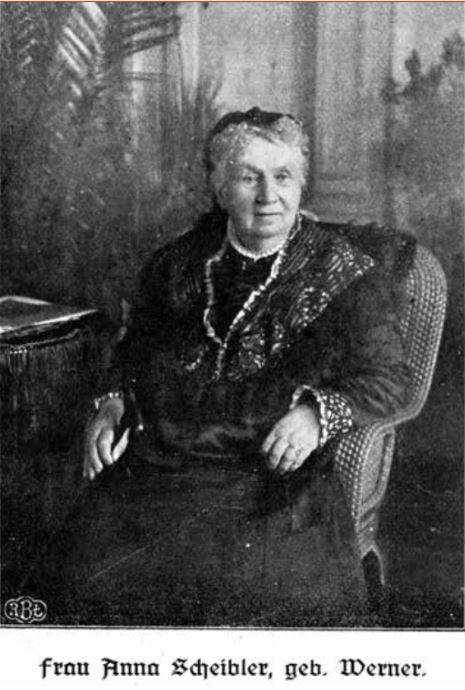

Scheibler wurde in Montjoie in der Eifel als erstes Kind des Textilfabrikanten Johann Carl Wilhelm aus der dort ansässigen Unternehmerfamilie Scheibler und dessen Frau Sophie Wilhelm, geb. Pastor im Haus zum Turm geboren. In Monschau besuchte er die Grund- und später die höhere Bürgerschule. Anschließend ging er in das Gymnasium in Krefeld. Danach begann er seine Lehre in Verviers in Belgien in der Kammgarnfabrik seines Onkels Konrad Gustav Pastor. Er lernte dort so schnell, dass ihm bereits 1837 eine Leitungsfunktion übertragen wurde. 1839 ging er zu Cockerill, wo er die damals sehr bekannte Maschinenfabrik kennenlernte und mehrere Reisen ins Ausland, u. a. nach England, Frankreich und Deutschland unternahm.
Die Unruhen in Europa 1848 veranlassten ihn, sich nach neuen Perspektiven umzusehen. Russland und das dazugehörige Kongresspolen waren von den Unruhen nicht erfasst und die Textilindustrie entwickelte sich dort gut, so dass Scheibler sich entschloss, dorthin umzusiedeln. Sein Onkel Friedrich Schlösser war bereits seit 1816 dort und so wurde er Direktor von dessen Fabrik in Ozorków. Nach dem Tod Schlössers übernahm Scheibler die kaufmännische Leitung des Unternehmens. Am 16. September 1854 heiratete Scheibler Anna Werner, eine Nichte Schlössers und Tochter von Wilhelm und Mathilde Werner und hatte mit ihr vier Söhne und drei Töchter.

### Anfänge in Łódź

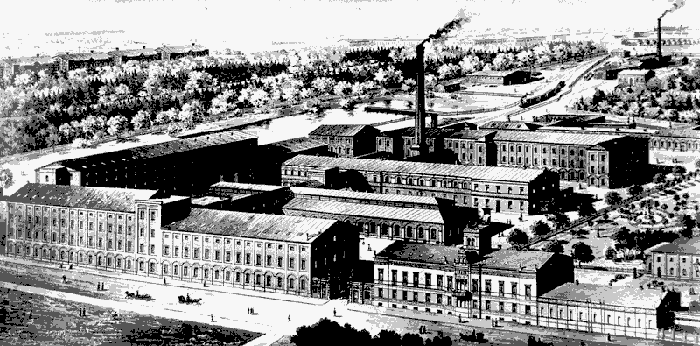
Fabrik von Scheibler

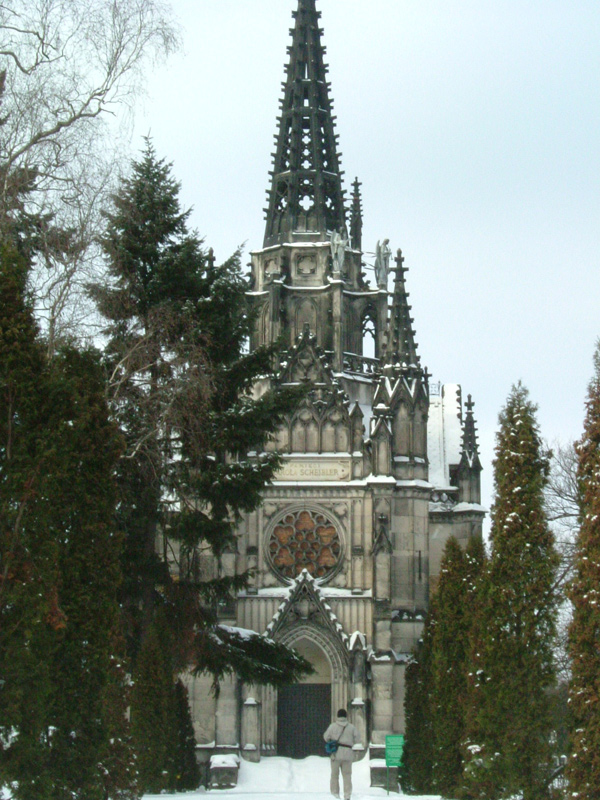
Mausoleum des Industriellen Carl Scheibler auf dem evangelischen Friedhof in Łódź, 2006

1852 versuchte Scheibler in Łódź Fuß zu fassen. Zusammen mit Julius Schwartz kaufte er ein Grundstück, das zuvor Titus Kopisch gehört hatte, und errichtete dort, an der Ecke Emilienstraße, Buschlinie (Widzewkastraße) eine Maschinenfabrik. Am 27. Oktober 1853 erhielt er vom Stadtpräsidenten Trager „auf ewige“ Erbpacht ein größeres Gelände, 17 Morgen und 154 Ruthen, am Wasserring. Im Oktober 1854 bekam Schwartz von Scheibler eine Abfindung von 10.000 Rubel und übertrug damit die Maschinenfabrik an Scheibler als Alleineigentümer.
1855 nahm Scheibler auf dem Gelände am Wasserring eine Spinnerei mit 34 Spinnmaschinen und eine Dampfmaschine mit 40 PS in Betrieb. 180 Arbeiter produzierten dort 1857 416.000 Pfund Baumwollgarn. Drei Jahre später betrug der Wert der Jahresproduktion der inzwischen erweiterten Fabrik 305.100 Rubel; fast 3/4 der Produktion von Louis Geyer. Der Gefahr des Rohstoffmangels durch den Sezessionskrieg 1861 bis 1865 in den USA war Scheibler durch ausreichende Lagervorräte zuvorgekommen. Die wirtschaftliche Not hatte die Weber gegen die Fabriken, welche als das Übel angesehen wurden, aufgebracht. So drangen diese am 21. April 1861 in die Fabrik Scheiblers ein und beschädigten die Produktionsanlagen. Durch seine Lagerbestände an Rohstoffen seinen Mitbewerbern überlegen, konnte Scheibler gute Gewinne erwirtschaften und erwarb 1865 eine Spinnerei in Źarki bei Łódź. 1866 waren die Scheiblerwerke die drittgrößten Baumwollproduzenten Polens mit einem Anteil von 9,3 Prozent an in Polen produzierten Baumwollprodukten. Einige Jahre später war das Unternehmen das größte seine Art in Polen und beschäftigte 1870 1.911 Arbeiter.
Seine Expansion hielt bis 1880 an und es entwickelte sich in Księży Młyn eine Industriesiedlung. So erwarb er die Spinnerei von Christian Friedrich Wendisch, der 1830 verstorben war, in Pfaffendorf (Księży Młyn), die Bleichanlage von Titus Kopisch, der durch wirtschaftliche Not bereits 1847 nach Schlesien zurückgekehrt war, und die Baumwollweberei von David Lande. Außerdem erfuhren die Fabriken ständig Erweiterungen. 1870 wurde Scheibler in Sankt Petersburg mit dem Adlerorden ausgezeichnet. 1874 zerstörte ein Feuer die Fabrik in Pfaffendorf, das nur die Weberei und die Dampfmaschine verschonte. Aber bereits ein Jahr später ließ Scheibler hier eine neue Spinnerei mit 88.000 Spindeln errichten.
Am 12. Dezember 1880 wandelte Scheibler sein Unternehmen in die „Aktiengesellschaft der Baumwollmanufakturen von Carl Scheibler“ um, deren Anteile in Familienbesitz übergingen. Die Gesellschaft verfügte über ein Vermögen von neun Millionen Rubel, davon waren sechs Millionen für die Industriebauten auf einer Fläche von 177,63 Hektar.
Am 13. April 1881 starb Scheibler. Seine Frau entschloss sich, ein Mausoleum errichten zu lassen. Nach einem für sie enttäuschenden Wettbewerb für Pläne des Baus beauftragte sie Joseph Dziekonski und Edward Lilpop, zwei Architekten aus Warschau. Unter deren Leitung wurde 1885 bis 1888 ein beeindruckendes neogotisches Gebäude errichtet. Das Mausoleum befindet sich auf dem evangelischen Friedhof in Łódź.
Seine Nachkommen führten das Unternehmen bis 1944 fort und mussten schließlich auf Grund der Zwangsvertreibung aus Polen nach São Paulo emigrieren, wo die Familie neue Unternehmen gründete. Das Łódźer Unternehmen wurde enteignet und zunächst in Stalinwerke umbenannt und firmierte später unter dem Namen „Uniontex Łódź“. Scheiblers palastartiges Wohnhaus beherbergt derzeit das Museum der Kinematographie in Łódź.

### Soziales Engagement

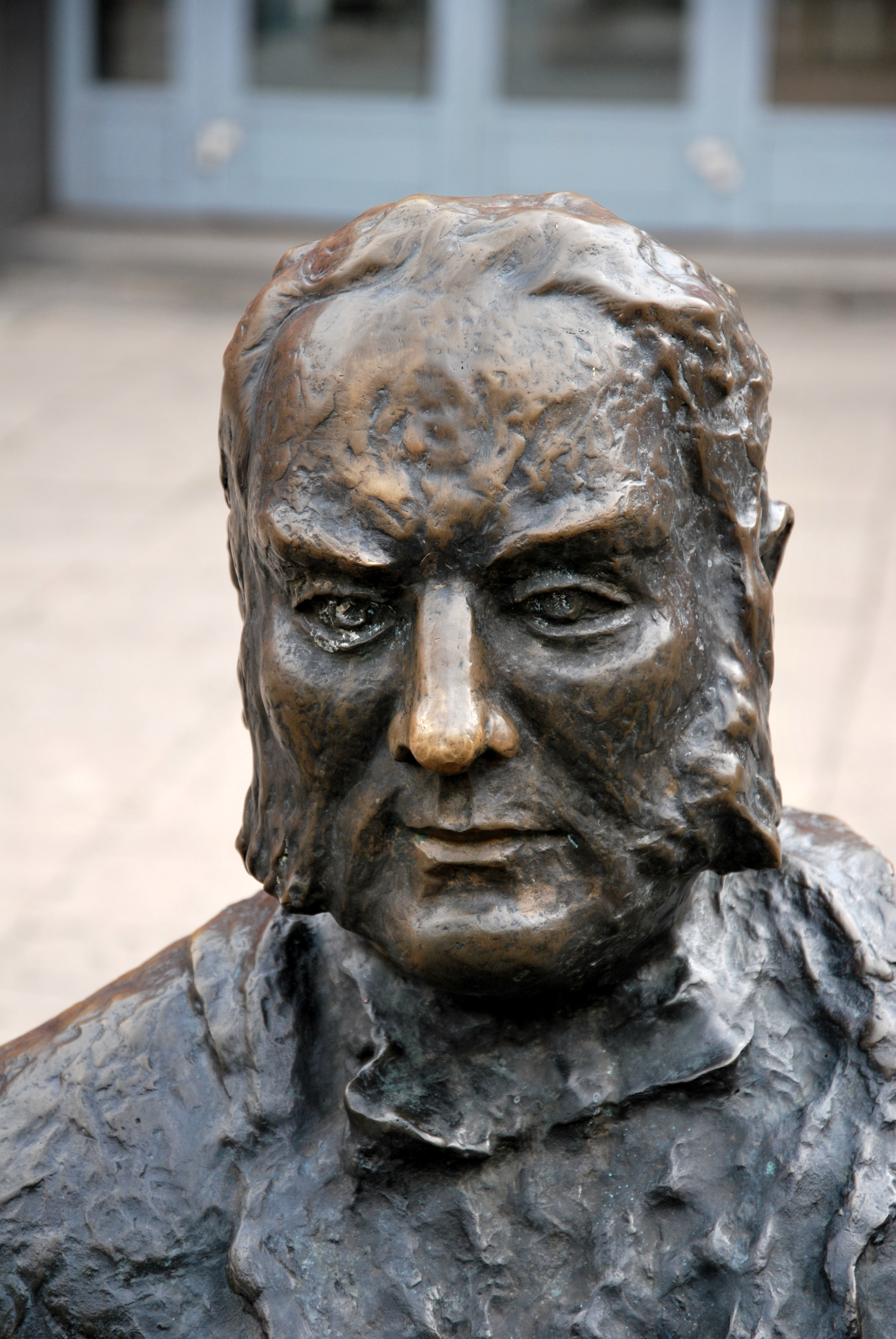
Statue von Karl Scheibler in Łódź

Sicher nicht ganz uneigennützig engagierte Scheibler sich auch im sozialen Bereich für seine Arbeiter. Durch seine Aktivitäten konnte er dauerhaft auf qualifiziertes Personal zurückgreifen.
Er ließ 200 Arbeiterwohnhäuser errichten, welche nach damaligen Standards gut eingerichtet waren. Fünf Volksschulen für etwa 2.400 Kinder wurden von Scheibler finanziert. Weiterhin zahlte er für ein Hospital mit 500 Betten und sechs Ärzten, zusammen mit den Ambulanzen Kosten von etwa 150.000 Rubel pro Jahr, und für eine Apotheke, in der die Arbeiter seiner Fabrik kostenlos Medikamente erhielten. Weitere Einrichtungen waren eine Bäckerei, eine Küche für Unverheiratete, ein Kindergarten für 200 Kinder und ein Altenheim. 1877 gründete Scheibler als erster Fabrikbesitzer in Łódź eine Jungenschule für Söhne seiner Arbeiter. 1870 kaufte Scheibler Grundstücke in Księży Młyn. Drei Jahre später entstanden dort dreistöckige Gebäude der Garnkämmerei und -weberei. Vor der Einfahrt in die Fabrik wurde eine mit Bäumen gesäumte Allee angelegt, auf dem anderen Ende befand sich die Schule und an den Seiten die Arbeiterhäuser. In jedem Gebäude gab es 16 bis 18 Wohnungen, eine 1-Zimmer-Wohnung hatte etwa 25 m², eine 2-Zimmer-Wohnung etwa 40 m². Die Wohnungen mit hohem Standard wurden an ausgewählte Mitarbeiter vergeben (Verwaltung, Ingenieure, Meister, selten Arbeiter). In den Höfen wurden Schrebergärten, Brunnen und Ställe eingerichtet. In der Siedlung entstanden dann ein Hospital, Geschäfte und Grundschule. Es war eine der ersten Siedlungen dieser Art in Europa und die erste in Polen.
Aber auch andere öffentliche Einrichtungen wurden von Scheibler maßgeblich unterstützt. So war er einer der Begründer des Christlichen Wohltätigkeitsvereins und spendete bedeutende Geldbeträge für die evangelische zwischen 1880 und 1884 erbaute St. Johanneskirche (rund 100.000 Rubel) und die katholische Heilig-Kreuz-Kirche. Die Gründung des Lodzer Städtischen Kreditvereins, der Łódźer Handelsbank und der Bank Łódzer Industrieller waren ebenfalls von Scheibler unterstützt worden.

## Auszeichnungen
- 1870: russischer Orden vom Weißen Adler in Petersburg
- 1876: Goldene Medaille in Warschau
- 1878: Große Goldene Medaille zur Pariser Weltausstellung
- Sankt-Stanislaus-Orden I. und II. Klasse durch Zar Alexander II.

## Museen über Scheibler
- ein Teil des Roten Hauses in Monschau
- seine Villen in Łódź